# Muktijoddha Sangsad KC
Muktijoddha Sangsad KC jest klubem piłkarskim z Bangladeszu. Swoją siedzibę ma w stolicy kraju, Dhace. Gra na stadionie Bangabandhu National Stadium. Obecnie występuje w I lidze.
W 2003 zespół zdobył Mistrzostwo Bangladeszu pokonując w finale klub Dhaka Mohammedan. W sezonie 2010/2011 klub zajął 2. miejsce tracąc tylko 1 punkt do drużyny Sheikh Jamal Dhanmondi, która została mistrzem Bangladeszu.

## Sukcesy
- Mistrzostwo Bangladeszu: 2003
- Wicemistrzostwo Bangladeszu: 2010/2011